# George Mallory
George Herbert Leigh Mallory (18. června 1886 Mobberley, Cheshire, Anglie – 8. června 1924 Mount Everest, Tibet) byl britský horolezec a jeden z prvních lidí, kteří vystoupili do osmitisícové nadmořské výšky a pokusili se zdolat nejvyšší horu světa Mount Everest.

## Vzdělání a rodina
Narodil se ve vesnici Mobberley v hrabství Cheshire v severozápadní Anglii. Jeho otec byl kněz. Mladší bratr Trafford Leigh-Mallory byl vysokým důstojníkem britské RAF, který zemřel při leteckém neštěstí během druhé světové války. Studoval historii na Cambridgeské univerzitě. Tam se spřátelil i s později slavným ekonomem Johnem Keynesem. V roce 1908 vedl vítězný univerzitní tým při slavném Oxfordském a Cambridgeském lodním závodě. Po studiích se stal učitelem v soukromé Charterhouse School, kde mezi jeho žáky patřil i spisovatel Robert Graves, který pak ve své autobiografii Goodbye to All That vzpomíná, jak ho Mallory zasvěcoval do horolezectví.
Dne 29. července 1914 se oženil s Ruth Turnerovou, se kterou měl 2 dcery a syna. Kvůli začátku války nemohli jet na svatební cestu do Alp, a tak jeli kempovat a byli místními úřady podezíráni z proněmecké špionáže. Za První světové války pak sloužil v Královském dělostřelectvu a povýšil až na hodnost poručíka.

## Horolezectví

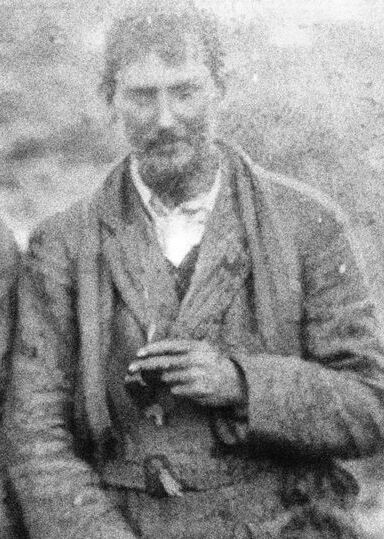
Poslední expedice George Malloryho.

V roce 1904 se Mallory pokusil s přítelem vylézt v Alpách na Mont Velan, ale kvůli horské nemoci se mu to nepodařilo. V roce 1911 zdolal Mont Blanc.
V roce 1913 byl Mallory na vrcholu horolezeckých sil, když zdolal Pillar Rock bez pomoci novou cestou, která je po něm pojmenovaná. Tato cesta byla po dlouhá léta hodnocena jako nejtěžší v Británii.
V roce 1921 se zúčastnil průzkumné expedice na Severní sedlo Mount Everestu. Tato expedice měla za úkol vytvořit podrobnější mapy oblasti. Byl doprovázen členy britského Alpine Clubu, kteří však měli zdravotní problémy kvůli velké nadmořské výšce, a tak Mallory a jeho lezecký partner Guy Bullock prováděli mnoho průzkumů sami. Pod jeho vedením a s pomocí několika šerpů vylezla expedice na několik menších vrcholů okolo Everestu, včetně Severního sedla, které leží v nadmořské výšce 7 060 metrů, čímž získávala větší znalosti geografie oblasti. Skupina byla pravděpodobně první expedicí lidí „ze západu“, která spatřila Západní Cwm na úpatí hory Lhoce a ledovec Rongbuk.
Do Himálaje se vrátil v roce 1922 jako součást výpravy vedené generálem Brucem. Ta měla za úkol pokusit se zdolat vrchol Everestu. Mallory zavrhl použití kyslíkových bomb, které se mu zdály příliš nespolehlivé, a dovedl svou skupinu až pod vrchol Severovýchodního sedla, do nadmořské výšky 8 225, kde však byli přinuceni počasím a pozdní hodinou k návratu. Poté, co se další skupina používající kyslíkové láhve dostala do výšky 8229 metrů se Mallory se skupinou vydal na třetí pokus o zdolání hory, přestože se blížil monzun. Během stoupání po svahu Severního sedla se přes skupinu našlapující v čerstvě napadaném sněhu přehnala lavina, která zabila sedm Šerpů. Pokus byl okamžitě zrušen a Mallory se vrátil domů, kde čelil kritice kvůli výsledkům výpravy.

## Poslední expedice
Poslední pokus o zdolání Everestu uskutečnil Mallory s výpravou v roce 1924. Spolu s Andrew Irvinem se počátkem června pokusili zdolat vrchol. Kvůli zhoršujícímu počasí a příchodu monzunu byli naposledy spatřeni 8. června 1924 pomocí dalekohledu dalším členem British Mount Everest Expedition, tehdy 33letým geologem Noelem Odellem, který spatřil 50 minut po poledni dva muže stoupající k vrcholu.
Malloryho tělo bylo objeveno expedicí po 75 letech, v květnu 1999 v nadmořské výšce 8155 metrů. U těla se nenašel fotoaparát, který měli horolezci při výstupu a jenž by mohl vyjasnit spekulace ohledně toho, zda Mallory a Irvine zdolali či nezdolali jako první lidé na světě nejvyšší horu Země.
Myšlenka, že by Mallory mohl být na vrcholu, je spíše zbožným přáním jeho příznivců, zkušení horolezci se shodují na tom, že je to nemožné, neboť vybraná trasa nebyla s jejich vybavením zdolatelná. Nalezení těla též prokázalo příčinu smrti – pád. Podle Messnera se horolezci stali patrně obětí white-outu, mlhy či tmy.
Malloryho tělo leželo přibližně 300 metrů pod místem, kde byl v roce 1933 nalezen cepín Irvina. Předpokládá se, že se právě na tomto místě odehrálo neštěstí, které způsobilo smrt obou horolezců. S vysokou pravděpodobností lze říci, že v době, kdy se tragédie odehrála, museli oba horolezci slaňovat zpět do výškového tábora. Po prozkoumání jeho těla se totiž zjistilo, že měl své horské sluneční brýle v kapse. To by dokládalo, že si je před osudným okamžikem sundal, aby lépe viděl (díky slunečnímu svitu). Jinými slovy, byl nejvyšší čas, aby se nevraceli za úplné tmy. Otázkou ale je, zda se úspěšně vraceli z vrcholu, nebo poté, co zjistili, že vrchol je mimo jejich dosah.
Z nálezu těla lze dále předpokládat, že v době pádu byli oba k sobě připoutáni lanem. Některé indicie naznačují, že se celá tragédie odehrála následovně: Mallory uklouzl při slaňování, strhl Irvina, který kvůli tomu ztratil cepín, nalezený na místě tragédie až v roce 1933. Irvine začal nekontrolovaně padat, dopadl někde nedaleko a na místě zahynul. Mallory se dokázal udržet, protože lano, které je spojovalo, se přetrhlo. Jeho zbytky byly na Malloryho těle v době nálezu. Ačkoli zraněn, pokusil se sestoupit níže, leč neúspěšně. Malloryho tělo bylo relativně dobře zachovalé. Pokud by padal oněch 300 metrů, musel by utrpět daleko rozsáhlejší zranění.
Navzdory několika pokusům byla část Irvinova těla nalezena až v září 2024, tedy 100 let po jeho smrti. Tým National Geographicu pod vedením Jimmyho China objevil botu horolezce s ponožkou i částí nohy. Na ponožce je nášivka s nápisem „A.C. IRVINE“. K objevu došlo na ledovci ležícím níže, než bylo nalezeno tělo Malloryho. Nález má v držení Čínská tibetská horolezecká asociace. Fotoaparáty se nenašly.
V roce 1979 tibetský šerpa Wang Hong-bao tvrdil, že v roce 1975, ve výšce přibližně 8100 m objevil "mrtvého Angličana". Wang však den poté, co členům japonské výpravy sděloval tyto skutečnosti, sám zahynul v lavině. Předpokládá se, že Wang musel objevit tělo Irvina nebo Malloryho. Naznačoval, že mrtvý Angličan ležel na zádech, hlavou směrem k vrcholu. Z toho lze vyvozovat, že objevil spíše Irvinovo tělo, protože výprava z roku 1999 objevila Malloryho tělo, které leželo přesně opačně (tj. hlavou dolů, obličejem k zemi a zpola zasypané v suti). Otázkou ovšem zůstává, zda Wang mrtvým tělem hýbal, či nikoli. Je totiž možné, že se pokusil mrtvolu symbolicky pohřbít (otočil ji a částečně zasypal kamením).
Členové výpravy z roku 1999, která objevila tělo Malloryho, o dva roky později hovořili s dalším čínským horolezcem Xu Jungem, který tvrdil, že ve stejné výšce jako Wang viděl mrtvolu cizince. Xu toto pozorování zaznamenal během výpravy na Mt. Everest již v roce 1960. Ačkoli dokázal popsat některé detaily mrtvoly, nebyl si jistý přesnou lokací. Někteří odborníci jeho výpověď zpochybňují nebo jsou přesvědčeni, že viděl Malloryho (nikoli Irvina).
To, zda Mallory s Irvinem dosáhli svého cíle a spadli, když se vraceli z vrcholu, nelze potvrdit ani vyvrátit. Názory odborníků se výrazně liší.